# Colasidia abramovi
Colasidia abramovi is een keversoort uit de familie van de loopkevers (Carabidae). De wetenschappelijke naam van de soort werd voor het eerst geldig gepubliceerd in 2008 door Martin Baehr.